# Helweg
Helweg, er et dansk-tysk efternavn og slægt. Kendt i slægten er blandt andet politiker Lars Christian Larsen, gift med Christiane Sophie Luise Helweg (1822-1878), og deres efterkommere, som fik navnet Helweg-Larsen, de var forældre til børnene Axel Liljefalk, Christian Helweg-Larsen, H.F. Helweg-Larsen og Vilhelm Helweg-Larsen. Ifølge slægtsforskere kan slægten føres tilbage til en gårdmand som var født omkring 1490 i Hannover.

## Kendte slægtsmedlemmer
- Axel Liljefalk
- Christian Helweg-Larsen
- H.F. Helweg-Larsen
- Vilhelm Helweg-Larsen
- Gunnar Helweg-Larsen
- Povl Helweg-Larsen
- Flemming Helweg-Larsen
- Bent Helweg-Møller
- Frederik Helveg
- Leopold Helweg
- Ludvig Helveg
- Regner Helweg